# Wunder (Film)
Wunder (Originaltitel: Wonder) ist ein US-amerikanisches Filmdrama von Stephen Chbosky, das am 17. November 2017 in die US-amerikanischen und am 25. Januar 2018 in die deutschen Kinos kam. Der Film basiert auf dem gleichnamigen Bestseller-Roman von Raquel J. Palacio aus dem Jahr 2012.

## Handlung
Der zehnjährige August „Auggie“ Pullman ist ein Fünftklässler und Star-Wars-Fan, der in North River Heights in Upper Manhattan lebt. Er hat eine seltene medizinische Gesichtsdeformation, das Treacher-Collins-Syndrom. Aufgrund dieser musste er sich bereits zahlreichen Gesichtsoperationen unterziehen. Bisher wurde Auggie deshalb von seiner Mutter Isabel zu Hause unterrichtet, nun aber beschließen Isabel und Auggies Vater Nate, ihn in Beecher Prep, einer Privatschule, für den Beginn der Middle School anzumelden. Anfangs wird Auggie von fast allen Schülern gemieden, jedoch schließt er bald Freundschaft mit Jack Will.
An Halloween trägt Auggie eine alte Ghostface-Maske und -Kostüm. Unerkannt läuft er in der Schule umher in der Gewissheit, dass er inkognito von niemandem geärgert wird. Als er durch die Tür seines Klassenzimmers geht, hört er zufällig Jack zu Julian Albans sagen, dass er nur vorgibt, mit Auggie befreundet zu sein, und er sich lieber umbringen würde, wenn er so aussehen würde wie August. Enttäuscht will Auggie Beecher Prep verlassen und zurückkehren zum Hausunterricht bei seiner Mutter, doch seine ältere Schwester Olivia, „Via“ genannt, hält ihn davon ab. Auggie vertraut den Vorfall später einer anderen Freundin, einem Mädchen namens Summer, an, verpflichtet sie aber zur Geheimhaltung. Als Jack bemerkt, dass Auggie still und distanziert geworden ist, fragt er Summer nach dem Grund, sie aber gibt ihm nur den Begriff „Ghostface“ als Hinweis. Jack ist bestürzt, als ihm plötzlich klar wird, dass Auggie unter dem Ghostface-Kostüm war und alles mitgehört hat, was er zu Julian gesagt hat. Julian will, dass Jack die Partner wechselt, um mit ihm statt mit Auggie in einem Wissenschaftsprojekt zusammenzuarbeiten, doch Jack lehnt ab. Als Julian Jack fragt, warum er mit dieser „Missgeburt“ arbeiten will, schlägt Jack ihm wütend ins Gesicht und es kommt zu einem Kampf zwischen den beiden, der von den Lehrern Mr. Browne und Ms. Petosa unterbrochen wird. Jack wird für zwei Tage suspendiert und beschließt, Julian nicht zu verpetzen, weil er weiß, dass es nicht seine Schuld war. Er schreibt später einen Entschuldigungsbrief an Mr. Pomann, den Schulleiter. Jack entschuldigt sich bei Auggie und fragt, ob sie wieder Freunde sein können, was Auggie bejaht.
Während des restlichen Schuljahres wird Auggie wiederholt von Julian und seiner Gruppe gemobbt. Sie hinterlassen verletzende Notizen auf seinem Schreibtisch und kleben sein Klassenfoto, auf dem er fehlt, weil er digital herausgeschnitten wurde, an sein Schließfach. Als Mr. Pomann später Julian und seine Eltern damit konfrontiert und alle Notizen und das bearbeitete Bild als Beweismaterial vorlegt, gibt Julians Mutter Sarah zu, dass sie Auggie aus dem Foto herausgeschnitten hätte, um es vor ihren Freunden zu Hause besser aussehen zu lassen. Außerdem fordert sie, die Schule solle nicht inklusiv sein und Auggie gehöre dort nicht hin. Trotz ihrer Drohungen, ihre Finanzierung zurückzuziehen und Julian von der Schule zu nehmen, suspendiert Pomann Julian für zwei Tage. Julian zeigt daraufhin Pomann gegenüber Reue für seine Aktionen gegen Auggie.
Währenddessen wird Via von ihrer besten Freundin Miranda ignoriert. Allmählich wird klar, dass dies darauf zurückzuführen ist, dass Miranda während eines Sommercamps behauptet hatte, ihr Leben wäre genau wie Vias, weil sie und ihre Eltern eine sehr kühle Beziehung zueinander haben. Mit Justin, dem gegenüber Via sich zunächst als Einzelkind wie er selbst ausgibt, verbindet sie eine enge Freundschaft, die sich zu einer romantischen Beziehung entwickelt. Er ist in der Theatergruppe der Highschool, der auch Via beitritt, die als Zweitbesetzung hinter Miranda für eine Hauptrolle ausgewählt wird; Justin spielt die männliche Hauptrolle.
Als Isabel und Nate von der Aufführung erfahren, obwohl Via ihnen nichts davon erzählt hatte, wollen sie diese besuchen. Auggie wird wütend, als er erfährt, dass er nicht mitkommen soll, führt dies auf sein Aussehen zurück und stürmt in sein Zimmer. Via lädt Auggie dann doch zur Theateraufführung ein. Unmittelbar vor der Vorstellung gibt Miranda, die sich wegen der Entfremdung von Via schuldig fühlt, vor, krank zu sein, und überlässt Via die Hauptrolle. Via erhält Standing Ovations und zusammen mit Justin und Miranda gehen alle nach Hause zu den Pullmans, um zu feiern.
Als während eines Schulausflugs in ein Naturschutzgebiet Auggie und Jack von einigen Siebtklässlern einer anderen Schule angegriffen werden, eilen ihre Klassenkameraden zu ihrer Verteidigung. Offensichtlich haben sie gelernt, Auggie als einen der ihren zu akzeptieren. Während der Abschlusszeremonie am Ende des Schuljahres verkündet Pomann, dass Auggie für die „Henry-Ward-Beecher-Medaille“ als Auszeichnung für Schüler, die außergewöhnlich und bemerkenswert sind, ausgewählt wurde. Auggie hätte mit seiner Stille die meisten Herzen bewegt. Er erhält Standing Ovations, und der Film endet damit, dass alle Auggie applaudieren und Isabel kommentiert, dass er ein „Wunder“ ist.

## Filmanalyse
Der Film basiert auf dem New-York-Times-Bestseller Wonder von Raquel J. Palacio aus dem Jahr 2012, einem Kinder- und Jugendbuch, das in einer deutschen Übersetzung unter dem Titel Wunder mit dem Zusatztitel „Sieh mich nicht an“ veröffentlicht wurde.
In der Frankfurter Allgemeinen Zeitung heißt es, die Pullmans seien nur eine von vielen Familien, und jedes Kind bringe eine Geschichte in die Schule mit, wodurch sich allmählich ein Mosaik von Deformationen zusammensetze, von denen die von Auggie nur eine besonders sichtbare sei. Thomas Vorwerk von Filmstarts erklärt, dass Auggie im Film zwar der Protagonist der Geschichte bleibe, aber seine Perspektive nach einer Weile aufgegeben werde: „Nach und nach treten neue Erzählerstimmen in Erscheinung, die uns jeweils durch einige Szenen führen. Dabei erleben wir das Geschehen jeweils für eine Weile aus deren Sicht. Zunächst rückt so Auggies Schwester Via in den Vordergrund, die ihn zwar abgöttisch liebt, aber manchmal eben auch darunter leidet, dass sich die Aufmerksamkeit der Eltern deutlich auf ihren Bruder konzentriert.“ Drei Kinder und Jugendliche aus Auggies Umfeld bekämen im Verlauf des Films ihre eigene Stimme, so Vorwerk weiter, was der Handlung neue Facetten hinzufüge, die erzählerische Spannung aufrechterhalte und das Spektrum der Emotionen ständig erweitere. Im Mittelpunkt der Handlung stehe immer Auggie, aber der multiperspektivische Rundumblick gebe schließlich auch die Sicht auf die verborgenen Absichten und die Unachtsamkeit einiger Figuren frei und somit auf die Ursachen der vielen kleinen und großen Konflikte, die den Alltag der jungen Leute prägen, so Vorwerk.

## Produktion
Regie führte Stephen Chbosky, der Palacios Roman gemeinsam mit Steve Conrad und Jack Thorne für den Film adaptierte.
Jacob Tremblay ist im Film in der Rolle von August Pullman, genannt Auggie, zu sehen. Julia Roberts und Owen Wilson spielen seine Eltern Isabel und Nate.
Die Filmmusik wurde von Marcelo Zarvos komponiert. Der Soundtrack zum Film umfasst 21 Musikstücke, wurde am 17. November 2017 von Milan Records veröffentlicht und enthält zudem Songs von The White Stripes, Natalie Merchant, Butterfly Boucher und Passion Pit.
Der Film kam ebenfalls am 17. November 2017 in die US-amerikanischen, am 19. Januar 2018 in die chinesischen und am 25. Januar 2018 in die deutschen Kinos.

## Rezeption

### Kritiken
Der Film wurde von 86 Prozent der bislang 190 Kritiker bei Rotten Tomatoes positiv bewertet.
Owen Gleiberman nennt den Film in der Variety ein „sehr geschmackvolles, herzerwärmendes Drama voller entwaffnend besonnener Empathie“, das „mit Esprit, Gewissheit und Anmut […] vom gegenwärtigen Klima amerikanischen Mobbings“ erzähle. Er zeige fein abgestimmt, „was Mobbing eigentlich bedeutet: Kinder schotten ihre Gefühle ab und ergeben sich ihrer dunklen Seite, um sich überlegen zu fühlen.“ Doch die Mobber seien „nicht böse geboren“, sondern Auggies Anwesenheit sei eine „Bedrohung für deren Coolness in der Schule“. Dabei zeige der Film ein „tief gehendes Verständnis der vielschichtigen Persönlichkeiten von Kindern“.
Bert Rebhandl von der Frankfurter Allgemeinen Zeitung erklärt, in Stephen Chboskys Film gehe es um die Lernprozesse, die ein Außenseiter auslöst, den viele früher einfach als „Freak“ abgetan hätten: „Auggie muss selbst am meisten lernen, zum Glück ist er hochbegabt und muss sich mit schulischen Aufgaben nicht allzu sehr abmühen – was ihm aber wiederum das Image eines Strebers einträgt, auch das ein Stigma.“
Fritz Göttler von der Süddeutschen Zeitung beschreibt Auggie als einen Major Tom, der sich in seinen ganz eigenen Weltraum zurückzog. Die Atmosphäre von Normalität, die die Eltern und die Schwester, die Lehrer und später auch diverse Schulkameraden um Auggie aufbauen, gehe an die Grenze zum Pathetischen, so Göttler weiter.
Die Deutsche Film- und Medienbewertung (FBW) versah Wunder mit dem Prädikat Besonders wertvoll. In der Jury-Begründung heißt es: „Als Verfilmung der gleichnamigen Vorlage gelingt Steve Chbosky mit Wunder ein berührender Unterhaltungsfilm, der im Kern auch eine wichtige Botschaft enthält: Das Äußere eines Menschen kann nie so viel bedeuten wie das, was ein Mensch tut oder bewirkt. Der gut gewählte Score und Soundtrack erhält in den einzelnen Szenen und Sequenzen immer eine visuelle Entsprechung, nie überschreitet der Film die Grenze zum Kitsch, berührt aber dennoch tief, was auch an der großartigen Leistung des Darstellerensembles liegt.“

### Einspielergebnis
Der Film erreichte nach seinem Start in einer Reihe von Ländern Platz 1 der Kino-Charts, so in Australien, Brasilien und Deutschland, wo er ca. 1,3 Millionen Besucher zählte. Die weltweiten Einnahmen des Films belaufen sich bislang auf rund 306 Millionen US-Dollar.
In den USA vergaben die Zuschauer für den Film nach seinem Start den CinemaScore „A+“, was einer „1+“ entspricht. Dort belaufen sich die Einnahmen aus Kinovorführungen auf 132,4 Millionen US-Dollar.

### Einsatz im Schulunterricht
Im Frühjahr 2019 wurde der Film im Rahmen der SchulKinoWochen in Baden-Württemberg, Nordrhein-Westfalen und Bayern vorgestellt.

### Auszeichnungen
Am 18. Dezember 2017 gab die Academy of Motion Picture Arts and Sciences bekannt, dass sich Marcelo Zarvos’ Arbeit auf einer Shortlist befindet, aus der die Nominierungen in der Kategorie Beste Filmmusik im Rahmen der Oscarverleihung 2018 erfolgten. Etwa gleichzeitig gab die Academy bekannt, dass sich der Film auch in der Vorauswahl befindet, aus der die Nominierten in der Kategorie Bestes Make-up und Beste Frisuren bestimmt wurden. Im Folgenden eine Auswahl von Nominierungen im Rahmen weiterer Filmpreise.
Artios Awards 2018
- Nominierung in der Kategorie Big Budget – Comedy[18]

British Academy Film Awards 2018
- Nominierung für das Beste Make-up und die Besten Frisuren (Naomi Bakstad, Robert A. Pandini und Arjen Tuiten)

Oscarverleihung 2018
- Nominierung für das Beste Make-up und die Besten Frisuren (Arjen Tuiten)

Critics’ Choice Movie Awards 2018
- Nominierung als Bester Jungdarsteller (Jacob Tremblay)
- Nominierung für das Beste adaptierte Drehbuch (Jack Thorne, Steve Conrad und Stephen Chbosky)
- Nominierung für das Beste Hair & Make-up[19]

Phoenix Film Critics Society Awards 2017
- Nominierung als Bester Jungschauspieler (Jacob Tremblay)[20]

Santa Barbara International Film Festival 2018
- Auszeichnung für das Beste Make-up und die Besten Frisuren (Arjen Tuiten)[21]

## Fortsetzung
Die Produktion zur Fortsetzung White Bird: A Wonder Story, basierend auf R.J. Palacios gleichnamiger Graphic Novel mit Gillian Anderson und Helen Mirren in den Hauptrollen, begann im Februar 2021 in der Tschechischen Republik. Der Film soll als „Begleitstück“ zum Originalfilm fungieren und folgt Julian, während seine Pariser Großmutter ihm Geschichten über ihre Kindheit als junges jüdisches Mädchen erzählt, das während des Zweiten Weltkriegs im von den Nazis besetzten Frankreich lebte und vor den Nazis versteckt wurde. Der Film kam in Deutschland am 11. April 2024 und in den USA am 4. Oktober 2024 in die Kinos.

## Musical
Im April 2019 wurde bekannt, dass der Filmstoff als Musical auf die Bühne kommen soll. Musik und Liedtexte stammen vom Pop-Duo A Great Big World (Ian Axel und Chad King), das Buch von Sarah Ruhl. Die Uraufführung soll am 9. Dezember 2025 in einer A.R.T.-Produktion im Loeb Drama Center in Cambridge USA stattfinden.